# Eveline Widmer-Schlumpf
Eveline Widmer-Schlumpf (Felsberg, 16 de março de 1956) é uma política suíça. Foi membro do Conselho Federal suíço entre 2008 e 2015.
Eveline foi eleita Cônsul Federal da Suíça em 12 de dezembro de 2007, aceitando o cargo um dia depois. Tomou posse no dia 1 de janeiro de 2008 e cessou funções a 31 de dezembro de 2015.